# Bilan saison par saison de l'Avalanche du Colorado
L’Avalanche du Colorado est une franchise professionnelle de hockey sur glace, établie à Denver dans l’État du Colorado aux États-Unis. Elle évolue dans la division Nord-Ouest de la  Ligue nationale de hockey depuis son déménagement de Québec en 1995. Cette page retrace les résultats de la franchise depuis cette première saison.

## Résultats
| Saison    | PJ             | V              | D              | N              | DP             | DTB            | BP             | BC             | Pts            | Classement              | Séries éliminatoires                                                                | Entraîneur               |
| --------- | -------------- | -------------- | -------------- | -------------- | -------------- | -------------- | -------------- | -------------- | -------------- | ----------------------- | ----------------------------------------------------------------------------------- | ------------------------ |
| 1995-1996 | 82             | 47             | 25             | 10             | —              | —              | 326            | 240            | 104            | 1er division Pacifique  | 4-2 Canucks 4-2 Blackhawks 4-2 Red Wings 4-0 Panthers Champions de la Coupe Stanley | Marc Crawford            |
| 1996-1997 | 82             | 49             | 24             | 9              | —              | —              | 277            | 205            | 107            | 1er division Pacifique  | 4-2 Blackhawks 4-1 Oilers 2-4 Red Wings                                             | Marc Crawford            |
| 1997-1998 | 82             | 39             | 26             | 17             | —              | —              | 231            | 205            | 95             | 1er division Pacifique  | 3-4 Oilers                                                                          | Marc Crawford            |
| 1998-1999 | 82             | 44             | 28             | 10             | —              | —              | 239            | 205            | 98             | 1er division Nord-Ouest | 4-2 Sharks 4-2 Red Wings 3-4 Stars                                                  | Bob Hartley              |
| 1999-2000 | 82             | 42             | 28             | 11             | 1              | —              | 233            | 201            | 96             | 1er division Nord-Ouest | 4-1 Coyotes 4-1 Red Wings 3-4 Stars                                                 | Bob Hartley              |
| 2000-2001 | 82             | 52             | 16             | 10             | 4              | —              | 270            | 192            | 118            | 1er division Nord-Ouest | 4-0 Canucks 4-3 Kings 4-1 Blues 4-3 Devils Champions de la Coupe Stanley            | Bob Hartley              |
| 2001-2002 | 82             | 45             | 28             | 8              | 1              | —              | 212            | 169            | 99             | 1er division Nord-Ouest | 4-3 Kings 4-3 Sharks 3-4 Red Wings                                                  | Bob Hartley              |
| 2002-2003 | 82             | 42             | 19             | 13             | 8              | —              | 251            | 194            | 105            | 1er division Nord-Ouest | 3-4 Wild                                                                            | Bob Hartley Tony Granato |
| 2003-2004 | 82             | 40             | 22             | 13             | 7              | —              | 236            | 198            | 100            | 2e division Nord-Ouest  | 4-1 Stars 2-4 Sharks                                                                | Tony Granato             |
| 2004-2005 | Saison annulée | Saison annulée | Saison annulée | Saison annulée | Saison annulée | Saison annulée | Saison annulée | Saison annulée | Saison annulée | Saison annulée          | Saison annulée                                                                      | Saison annulée           |
| 2005-2006 | 82             | 43             | 30             | —              | 3              | 6              | 283            | 257            | 95             | 2e division Nord-Ouest  | 4-1 Stars 0-4 Mighty Ducks                                                          | Joel Quenneville         |
| 2006-2007 | 82             | 44             | 31             | —              | 3              | 4              | 272            | 251            | 95             | 4e division Nord-Ouest  | Non qualifiés                                                                       | Joel Quenneville         |
| 2007-2008 | 82             | 44             | 31             | —              | 4              | 3              | 231            | 219            | 95             | 2e division Nord-Ouest  | 4-2 Wild 0-4 Red Wings                                                              | Joel Quenneville         |
| 2008-2009 | 82             | 32             | 45             | —              | 1              | 4              | 199            | 257            | 69             | 5e division Nord-Ouest  | Non qualifiés                                                                       | Tony Granato             |
| 2009-2010 | 82             | 43             | 30             | —              | 4              | 5              | 244            | 233            | 95             | 2e division Nord-Ouest  | 2-4 Sharks                                                                          | Joe Sacco                |
| 2010-2011 | 82             | 30             | 44             | —              | 7              | 1              | 227            | 288            | 68             | 4e division Nord-Ouest  | Non qualifiés                                                                       | Joe Sacco                |
| 2011-2012 | 82             | 41             | 35             | —              | 4              | 2              | 208            | 220            | 88             | 3e division Nord-Ouest  | Non qualifiés                                                                       | Joe Sacco                |
| 2012-2013 | 48             | 16             | 25             | —              | 5              | 2              | 116            | 152            | 39             | 5e division Nord-Ouest  | Non qualifiés                                                                       | Joe Sacco                |
| 2013-2014 | 82             | 52             | 22             | —              | 4              | 4              | 250            | 220            | 112            | 1er division Centrale   | 3-4 Wild                                                                            | Patrick Roy              |
| 2014-2015 | 82             | 39             | 31             | —              | 8              | 4              | 219            | 227            | 90             | 7e division Centrale    | Non qualifiés                                                                       | Patrick Roy              |
| 2015-2016 | 82             | 39             | 39             | —              | 4              | 0              | 216            | 240            | 82             | 6e division Centrale    | Non qualifiés                                                                       | Patrick Roy              |
| 2016-2017 | 82             | 22             | 56             | —              |                |                | 166            | 278            | 48             | 6e division Centrale    | Non qualifiés                                                                       | Jared Bednar             |
| 2017-2018 | 82             | 43             | 30             | —              |                |                | 257            | 237            | 95             | 4e division Centrale    | 2-4 Predators                                                                       | Jared Bednar             |
| 2018-2019 | 82             | 38             | 30             | —              |                |                | 260            | 246            | 90             | 4e division Centrale    | 4-1 Flames 3-4 Sharks                                                               | Jared Bednar             |